# 張承詔
张承诏（1572年—1641年），字献可，号笃棐，江西分宜縣钤阳镇泗水张家人。明末政治人物。

## 生平
张承诏自幼聪颖过人，读书一目数行。万历二十五年（1597年）中丁酉科举人，万历四十七年（1619年）中己未科进士。授苏州府推官，为官廉正，当地士民为其建立专祠。天启元年（1621年）任辛酉科南闱同考官，天启三年（1624年）考选入京，同年接替卓迈任嘉定县知县一职，次年由谢三宾接任。天启四年（1625年）至京，因不依附魏忠贤，遭到排挤，返乡候任礼部主事。在家三年，亲自教授儿孙。
明熹宗驾崩，魏忠贤倒台。张承诏于崇祯二年（1629年）出任户科给事中，任内猛烈抨击《三朝要典》，参劾阉党官员，历转吏科右给事中，礼科左给事中、工科都给事中，崇禎三年庚午（1630年）主考山東。歷升太常寺少卿、南京太常寺卿、南京通政使。累官刑部右侍郎，随即转任刑部左侍郎。崇祯十一年（1638年）署刑部尚书，任内勘问宦官邓希诏，疏报忤旨，与左都御史钟炌同被罢免。崇祯十四年（1641年）八月十三无疾而终，享年七十。

## 家族
曾祖张則恭。祖父张鲜。父张秋芳，庠生。
子张士元，父母去世时尚壮年，以哀悼须发盡白。